# Reflection
Reflection (originalment en ucraïnès, Відблиск; transcrit com a Vidblisk) és una pel·lícula dramàtica ucraïnesa dirigida per Valentin Vassianovitx. La seva estrena mundial va tenir lloc el 6 de setembre de 2021 al 78è Festival Internacional de Cinema de Venècia, on va ser seleccionada per competir pel Lleó d'Or. El 22 d'agost de 2022 es va estrenar a FilminCAT la versió doblada i subtitulada al català.

## Sinopsi
La pel·lícula se centra en Serhi, un cirurgià militar ucraïnès que és capturat per les forces militars russes el 2014 durant una de les batalles de la guerra russoucraïnesa a l'est d'Ucraïna. Durant el seu temps com a presoner de guerra, en Serhi és testimoni d'escenes aterridores de tortura, violació i altres exemples de comportament deshumanitzador cap als presoners de guerra. Poc després, com a part d'un intercanvi de presos entre Rússia i Ucraïna, en Serhi és alliberat i torna al seu dia a dia normal d'abans de la guerra només per descobrir que els horrors que va presenciar com a presoner encara el persegueixen. Per ajudar a combatre el seu trastorn per estrès posttraumàtic de postguerra, en Serhi decideix intentar arreglar les seves relacions amb la seva exdona i la seva filla de dotze anys, la Polina, que està patint la recent pèrdua d'una persona propera per culpa de la guerra. A mesura que en Serhi passa més temps amb la Polina i intenta ajudar-la a superar la mort de l'ésser estimat, a poc a poc comença a enfrontar-se a les seves pròpies pors i ansietats posttraumàtiques.

## Repartiment
- Roman Lutski com a Serhi
- Nika Mislitska com a Polina
- Nadia Levtxenko com a Olha
- Andri Rimaruk com a Andri
- Oleksandr Daniliuk com a cirurgià
- Andri Sentxuk com a psicòleg
- Ihor Xulha com a director de la presó
- Dmitro Sovà com a presoner ucraïnès torturat
- Stanislav Assieiev com a oficial rus de l'FSB